# USS Ohio (BB-12)
USS Ohio (BB-12) byl predreadnought Námořnictva Spojených států amerických, který sloužil během let 1904-1919. Jednalo se o třetí a zároveň poslední jednotku třídy Maine.

## Technické specifikace
Ohio na délku měřila 120,04 m a na šířku 22,02 m. Ponor lodi byl hluboký 7,26 m a loď při maximálním výtlaku vytlačila 13 900 t vody. O pohon se staralo dvanáct uhelných kotlů Thornycroft, které byly schopny vyvinout výkon 16 000 koní. Ohio mohla plout maximální rychlostí až 33 km/h.

## Výzbroj

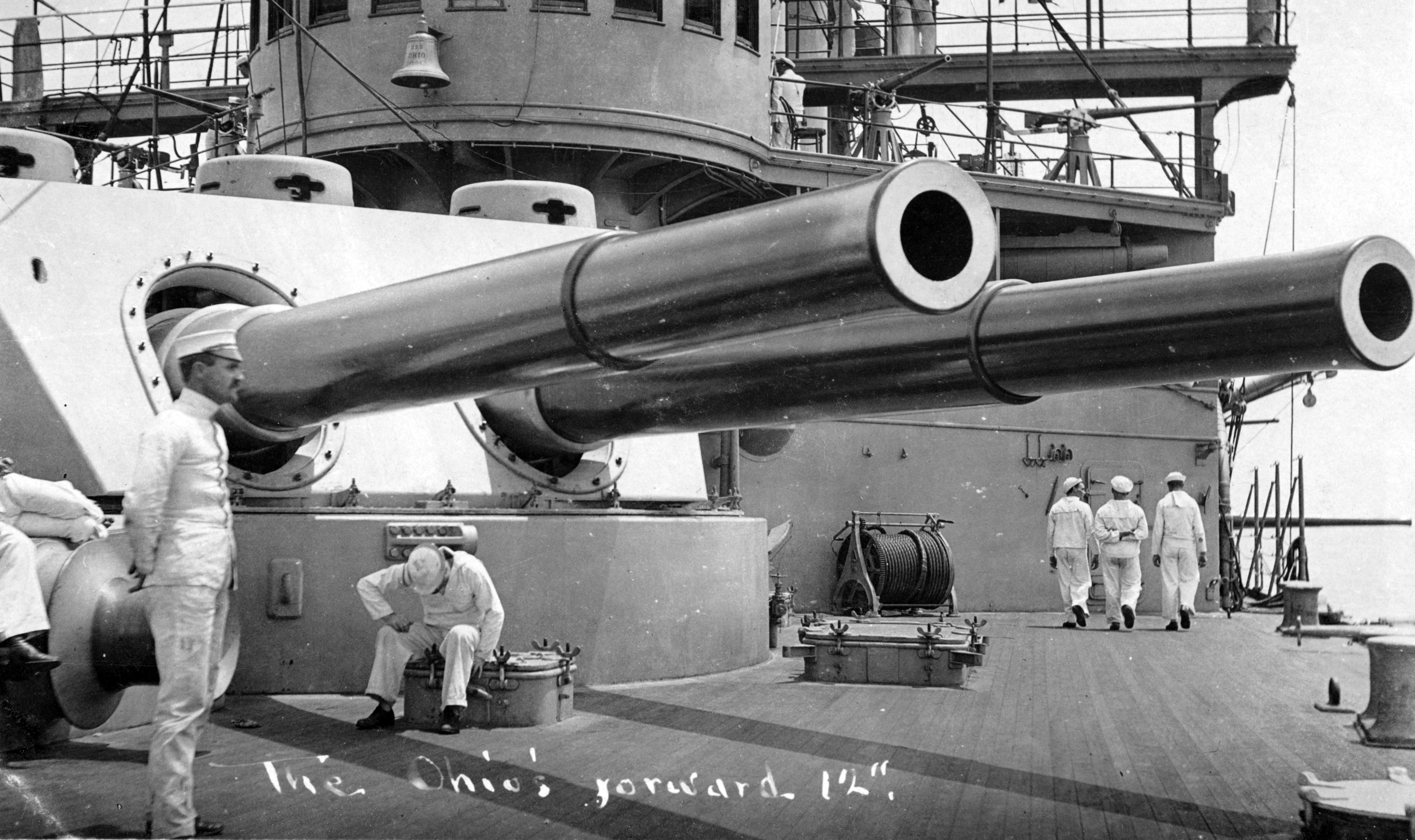
Dělová věž s 305mm děly

Hlavní výzbroj lodě tvořily dvě dvojhlavňové střelecké věže s 305mm děly. Sekundární výzbroj tvořilo šestnáct 152mm kanónů. Dále byla loď vyzbrojena osmi 47mm kanóny QF 3-pounder, šesti 37mm automatickými kanóny QF 1-pounder a čtyřmi torpédomety pro 457mm torpéda.